# NGC 1048
NGC 1048 (ook: NGC 1048B) is een balkspiraalstelsel in het sterrenbeeld Walvis. Het hemelobject werd op 10 november 1885 ontdekt door de Amerikaanse astronoom Lewis A. Swift.

## Synoniemen
- PGC 10140
- MCG -2-7-62